# Dirk Glodde
Dirk Glodde (* 1964) ist ein deutscher Schauspieler.

## Leben
Dirk Glodde studierte an der Hochschule für Schauspielkunst „Ernst Busch“ Berlin und war anschließend an den Staatstheatern in Schwerin und Cottbus beschäftigt. Zwischen 2000 und 2009 besaß er ein Engagement am Staatsschauspiel Dresden und spielte dort in über 30 Stücken. Zwischen 2009 und 2016 war er am Theater Basel engagiert. Danach wechselte er ans Theater Chemnitz.
Er ist mit der Schauspielerin Katka Kurze verheiratet. Sie haben eine gemeinsame Tochter.

## Auszeichnungen
Dirk Glodde erhielt für seine Arbeit im Jahre 2000 den Max-Grünebaum- sowie 2008 den Erich-Ponto-Preis.

## Theaterrollen (Auswahl)
Unter seinen zahlreichen Theaterrollen ist die Darstellung des Tempelherrn in Nathan der Weise, die des Ministerpräsidenten in Mephisto sowie die Darstellung des Grafen von Kent in König Lear hervorzuheben.
- Die Geisel (Staatstheater Schwerin 1990)
- Roberto Zucco (Staatstheater Schwerin 1991)
- Der Menschenfeind (Staatstheater Schwerin 1992)
- Zwei Krawatten (Staatstheater Schwerin 1992)
- Othello (Staatstheater Schwerin 1993)
- Faustfragment (Staatstheater Schwerin 1993)
- Die Räuber (Staatstheater Cottbus 1993)
- Die Umsiedlerin (Staatstheater Cottbus 1993)
- Mutters Courage (Staatstheater Cottbus 1993)
- Der Bieberpelz (Staatstheater Cottbus 1994)
- Das Beil von Wandsbek (Staatstheater Cottbus 1994)
- Was ihr wollt (Staatstheater Cottbus 1994)
- Die Dreigroschenoper (Staatstheater Cottbus 1994)
- Tango (Staatstheater Cottbus 1995)
- Die Wildente (Staatstheater Cottbus 1995)
- Hamlet (Staatstheater Cottbus 1997)
- Jagdszenen aus Niederbayern (Staatstheater Cottbus 1998)
- Popcorn (Staatstheater Cottbus 1998)
- Exzess (Staatstheater Cottbus 2000)
- Ajas (Staatstheater Cottbus 2000)
- Franziska Linkerhand (Staatsschauspiel Dresden 2000)
- Nathan (Staatsschauspiel Dresden 2001)
- Egmont (Staatsschauspiel Dresden 2002)
- Torquato Tasso (Staatsschauspiel Dresden 2003)
- Drei Schwestern (Staatsschauspiel Dresden 2005)
- Mephisto (Staatsschauspiel Dresden 2005)
- Vor Sonnenaufgang (Staatsschauspiel Dresden 2007)
- Platonow (Staatsschauspiel Dresden 2008)
- Der Reigen (Staatsschauspiel Dresden 2009)
- Tell The Truth (Theater Basel 2009)
- Der Mann der die Welt ass (Theater Basel 2009)
- My fair Lady (Theater Basel 2010)
- Der Volksfeind (Theater Basel 2011)
- Die Götter weinen (Theater Basel 2012)
- Anna Karenina (Theater Basel 2013)

## Filmografie (Auswahl)
- 1994: Mein unbekannter Ehemann, Regie Andreas Dresen
- 1994: Lothar rennt
- 2004: Der rote Kakadu (Kino)
- 2005: Zu schön für mich
- 2006: Napoleon & die Deutschen
- 2006: Hilfe, meine Tochter heiratet
- 2008: 12 heißt ich liebe dich
- 2022: Tatort: Das Opfer

## Sprecher (Auswahl)
- Der Feuervogel Tirito (1999 CD)
- Lyrik & Prosa (2000–2009 Serie Deutschland Radio)
- Tausendsakerlott-Friedrich Schillers Werke stark gekürzt (2004 CD)
- Bob Dylan (Serie Deutschlandfunk 2005)
- Fußball Sonette (Serie Deutschlandfunk 2005)
- Audioführung Hygiene-Museum Dresden (2007)
- Filmsynchron Geschichte der Architektur Dresden (2008)
- Dante (CD 2008)
- Audioführung Blockhaus Dresden (2009)
- Schreckmümpferli–Der Mann der Stunde (2012 SRF)
- Das traurige Schicksal des Karl Klotz (2013 SRF)
- Die Maintöchter (2013 SRF)

## Hörspiele
- 2014: Ulrich Bassenge: So fern vom Leben – Regie: Johannes Mayr (Hörspiel – SRF)